# François de Bourbon-Vendôme
Pour les articles homonymes, voir François de Bourbon.
François de Bourbon, né en 1470 à Vendôme et mort le 3 octobre 1495 à Verceil, est un aristocrate français. Comte de Vendôme (1477-1495), fils de Jean VIII et d'Isabelle de Beauvau, il est un descendant à 7e génération en ligne masculine du roi Saint-Louis, et l'arrière-grand-père également en ligne masculine du roi Henri IV de France.
Mort jeune, sa faveur auprès du roi Charles VIII lui vaut des funérailles grandioses.

## Biographie

### Enfance
Âgé de sept ans à la mort de son père, il est placé sous la tutelle de son beau-frère Louis de Joyeuse, marié à sa sœur aînée Jeanne, qui régit ainsi en son nom le comté de Vendôme durant sa minorité. François passe probablement une partie de son enfance auprès du jeune roi Charles VIII, du même âge que lui et qui l'apprécie beaucoup. En 1484, le roi, par ordonnance royale, fait directement dépendre le Vendômois de la Couronne, le soustrayant à la vassalité de l'Anjou, qui vient d'ailleurs d'être également réuni à la Couronne.

### Mariage
Le 8 septembre 1487, François, selon la volonté du roi, épouse par contrat Marie de Luxembourg, riche héritière qui vient de récupérer tous les biens confisqués à son grand-père, le connétable de Saint-Pol. Ainsi, par ce mariage, François devient comte de Saint-Pol, de Soissons, de Marle et de Conversano, ainsi que d'un grand nombre de seigneuries telles La Fère et Ham.
Cette union lui donne six enfants en sept ans de mariage ; il ne connaît sans doute pas sa dernière fille Louise, future abbesse de Fontevrault, née vraisemblablement après son départ pour l’Italie.

### Guerres d'Italie
François de Bourbon accompagne le roi dans les guerres d'Italie et, par sa valeur et sa prudence, contribue à la victoire de Fornoue (1495), mais il meurt peu après à Verceil le 3 octobre 1495 à l'âge de 25 ans, de maladie. Le chroniqueur Philippe de Commynes précise qu’il était venu en poste parce qu’il « était bruit qu’il y devait avoir bataille, car il n’avait pas fait le voyage d’Italie avec le roi ». Une phrase qui peut aussi bien laisser sous-entendre que François de Bourbon, n’étant pas parti en même temps que le roi pour sa campagne d’Italie, l’avait donc peut-être rejoint à Fornoue et plus sûrement à Verceil.

### Description de l’époque
André de La Vigne dit de lui qu’il était « l’escarboucle des princes de son temps en beauté, bonté, humanité, sagesse, douceur et bénignité[…] ».
Philippe de Commynes, de son côté, précise qu’il était beau personnage, jeune et sage.

### Funérailles: des obsèques grandioses
Le roi, et avec lui toute la Cour, le pleure, le voyant comme un des princes les plus beaux et les plus accomplis de son temps. André de La Vigne dit que "le roi en fut si mari qu’il n’était aucun qui le pût réconforter[…]".
Ses obsèques sont célébrées le mardi 6 octobre 1495 dans la cathédrale Saint-Eusèbe de Verceil, avec une magnificence extraordinaire, à la demande du roi Charles VIII et sur ses fonds propres, il veut que tout soit fait comme s’il avait été son propre frère. L’ordre tenu à l'enterrement est celui réservé à un grand seigneur du sang royal, tel qu’il était et proche parent du roi. Le corps de François de Bourbon fut couché dans un beau cercueil de plomb couvert de bois, recouvert d’une couverture de velours noir décorée d’une grande croix de satin blanc et d’où pendent, de chaque côté, ses armoiries. Le corps dans le cercueil est embaumé et déposé à l’entrée de son logis. Le prévôt de l’hôtel du roi et ses archers habillés de deuil, sont chargés de la garde, gérant et faisant reculer le peuple venu en nombre.
Le cortège est composé de gens d’église requis par le roi pour  accompagner le corps jusqu'à la cathédrale, à savoir les quatre ordres mendiants (Cordeliers, Jacobins, Carmes et Augustins), venus en grand nombre, accompagnés des abbés, prieurs, moines blancs et noirs de règles de Saint-Benoît de Citeaux, qui sont eux-mêmes suivis, en bon ordre, des croix de toutes les paroisses de Verceil et ses alentours. Puis viennent les enfants de chœur revêtus de surplis précédant une multitude de chapelains, prêtres, vicaires, curés, chanoines, doyens et autres archidiacres, devançant à leur tour les cardinaux de Rome, Giuliano della Rovere (futur pape Jules II), de Gênes, puis de cardinaux français, Guillaume Briçonnet, l'archevêque de Rouen Georges d'Amboise (qui fait l’office), l'archevêque d’Embrun et les évêques d'Angers (confesseur du roi), de Cornouaille, de Lyon et de plusieurs autres.
Comme il convient à un grand seigneur de sang royal, le cercueil porté par douze gentilshommes, encadré par deux huissiers tenant une masse d’argent aux armes de Bourbon-Vendôme, est accompagné d’un grand nombre de gentilshommes, maîtres d’hôtel, valets de chambre, écuyers, échansons, pages et autres personnels du train de sa maison, tous habillés de deuil. Des gens désignés à cet effet portent des torches, cierges et luminaires tous frappés également aux armes de François de Bourbon. Plusieurs gentilshommes de haut rang présentent respectivement son heaume timbré, son écu, sa cote d’armes, son épée, son étendard, son guidon et son enseigne, puis viennent encore ses trompettes et clairons (tous silencieux, en signe de recueillement), des huissiers et des chevaucheurs (ses messagers).
Les cordons d’un poêle de drap d’or (rajouté pour le cortège) sont tenus par les seigneurs de Brézé[Information douteuse], de Foix, de Ligny et de Guise. Puis, suivant immédiatement le corps du défunt, marchent en bon ordre son frère Louis de Vendôme, prince de la Roche-sur-Yon, le duc d’Orléans (l'héritier du trône, futur Louis XII), le beau-frère de François (époux de sa sœur Charlotte) Engilbert de Clèves, comte de Nevers, puis le prince d'Orange, Louis de Brézé, Mathieu, grand bâtard de Bourbon, Jean de La Gruuthuse, le maréchal de Gié (commandant l’avant-garde de l’armée française à Fornoue), François II de Longueville, comte de Dunois, Louis II de La Trémoille, vicomte de Thouars (commandant le corps de bataille à Fornoue), Louis de Hallwin seigneur de Piennes, chambellan du roi, Jacques de Vendôme, vidame de Chartres et prince de Chabannais, et plusieurs autres grands seigneurs de France de la Maison du roi et de l’armée. Puis selon la volonté de Charles VIII , les cent gentilshommes de son hôtel et ses cent pensionnaires défilèrent clôturant le cortège.
Il est dit que la foule était si dense, qu’il était difficile de circuler dans les rues de Verceil ce jour-là.
Le cardinal d'Amboise est commis pour la cérémonie et c'est sans nul doute l’un des plus beaux et somptueux services qu’on vit jamais faire de par de là en France, ni autre part et où il avait plus de grands gens car toute la noblesse de France, au moins la plus grande partie y était…Le nombre important, tant d’ecclésiastiques que de hauts et nobles personnages, par-delà les Alpes, en pays conquis mais plus ou moins hostile à la présence française, est en effet assez inattendu. Il est vrai que beaucoup d’entre eux ont suivi le roi dans ses conquêtes. Une fois le service dit, le corps de François, toujours accompagné d’une grande partie de ses gentilshommes portant ses armes, quitte alors la ville de Verceil pour rentrer en France.

#### Le retour àVendôme

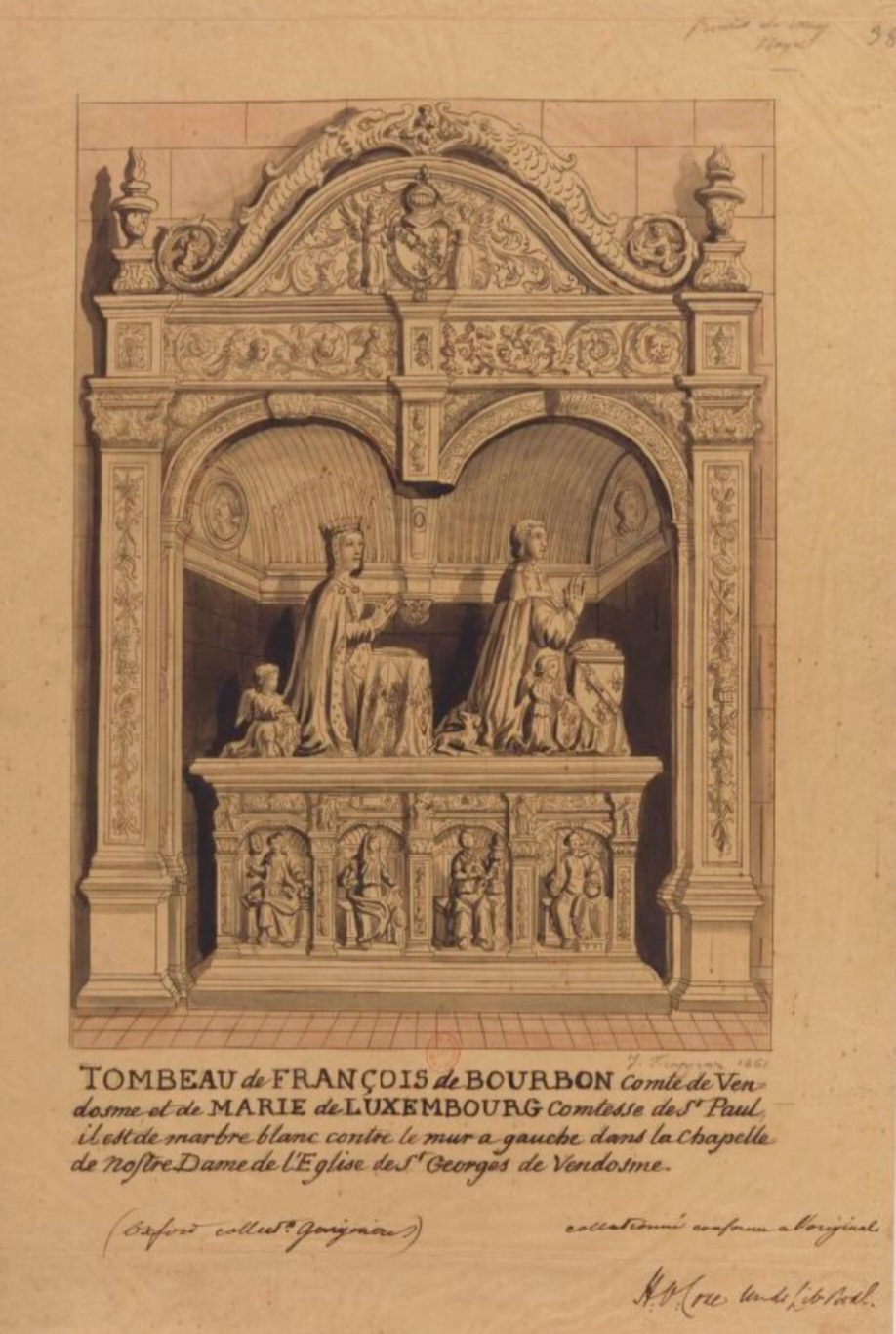
Mausolée de François de Bourbon-Vendôme et de Marie de Luxembourg dans la collégiale Saint-Georges au Château de Vendôme.

Le corps est en suite emmené par tous les gens de sa maison et d’autres grands seigneurs, passant les Alpes ils arrivent à Moulins où Pierre de Bourbon et Anne de France (sœur du roi), duc et duchesse de Bourbon, font faire, à nouveau, un somptueux et grand service. Le corps est ensuite transporté sur l’eau. Il est possible que le cortège (composé d’un grand nombre de religieux psalmodiant, de jour comme de nuit), s’achemine alors sur l’Allier et la Loire, peut être jusqu’à Blois.
Le cercueil arrive à Vendôme le 1er novembre 1495, il est déposé comme le voulait la coutume dans la chapelle Notre-Dame de Toussaint du Grand Cimetière, hors les murs (désormais faubourg Chartrain). La cérémonie de l’inhumation a lieu le lendemain; ordonnancée par René d'Illiers, évêque de Chartres, à la demande du frère du défunt Louis de Bourbon et de l’évêque d’Évreux, les exécuteurs testamentaires.
Mais, comme le voulait la tradition, le corps du comte de Vendôme doit être présenté dans toutes les églises de la ville (Saint-Martin, Saint-Bienheuré, Saint-Lubin, l'abbaye de la Trinité et la toute nouvelle Sainte-Madeleine) avant d’être transporté dans la collégiale Saint-Georges du château. Mais l’abbé de la Trinité, Louis de Crevant, dépendant directement de la papauté, ne veut pas laisser entrée l’évêque de Chartres en son abbaye, de peur de donner atteinte à ses privilèges d’exemption. René d'Illiers parvint à convaincre Louis de Crevant qu’il n’avait aucune volonté de porter atteinte aux privilège de l’abbaye. Le corps est ainsi accepté dans l’abbaye de La Trinité, par un acte fait en présence des évêques de Thessalonique, d’Évreux, des abbés de Saint-Calais, de la collégiale, de l’Étoile (Authon) et de Milon d'Illiers, sous-chantre de l’église de Chartres.
Le soir même, le corps de François de Bourbon est ainsi installé dans la collégiale. Son mausolée s’élevant dans la chapelle Notre-Dame (transept nord) est considéré comme l’un des plus remarquables de la collégiale Saint-Georges. Le chanoine du Bellay écrit avant 1676 à son sujet : « On a sujet d’en attribuer la sculpture à Marie de Luxembourg qui aura voulu rendre ce témoignage de l’amour saint et conjugal qu’elle avait pour son mari ». Dans les faits non ne savons pas qui a commandé cette œuvre, peut-être Charles VIII lui-même. Sa veuve Marie de Luxembourg ne mourut quant à elle que le 1er avril 1547, soit près de 52 ans après.

## Titres
De son propre chef :
- Comte de Vendôme
- Seigneur d'Épernon
- Seigneur de Mondoubleau
- Seigneur de Saint-Calais

Par son mariage avec Marie de Luxembourg :
- Comte de Saint-Pol
- Comte de Soissons
- Comte de Marle
- Comte de Conversano
- Vicomte de Meaux
- Seigneur de Gravelines
- Seigneur Dunkerque
- Seigneur de Ham
- Châtelain de Lille
- Châtelain de Cambrai

## Enfants
Lui et son épouse Marie de Luxembourg, comtesse de Saint-Pol, ont six enfants :
- Charles (1489-1537), comte puis duc de Vendôme, aîné de la maison de Bourbon en 1527 ;
- Jacques (1490-1491) ;
- François (1491-1545), comte de Saint-Pol et comte d'Estouteville ;
- Louis (1493-1557), qui devint cardinal ;
- Antoinette (1494-1583), mariée à Claude de Lorraine, duc de Guise ;
- Louise (1495-1575), abbesse de Fontevrault.

## Descendance de Saint-Louis àHenriIV
- Louis IX Saint Louis
  - Robert de Clermont
    - Louis Ier de Bourbon
      - Jacques Ier de Bourbon-La Marche
        - Jean Ier de Bourbon-La Marche
          - Louis Ier de Bourbon-Vendôme
            - Jean VIII de Bourbon-Vendôme
              - François de Bourbon-Vendôme
                - Charles IV de Bourbon
                  - Antoine de Bourbon
                    -  Henri IV le Grand